# Media Oriented Systems Transport
Media Oriented Systems Transport (MOST) är ett nätverk för transport, med hög hastighet, av främst ljud, bild och film mellan media-enheter eller styrenheter i fordon,  ofta kallat infotainment, det vill säga underhållningsinformation av engelska information och entertainment. Exempel på enheter i ett fordons MOST-nätverk är radiomottagare, DVD-spelare, mikrofon, högtalare, bildskärm, navigationssystem, USB-uttag med mera. MOST är ett synkront ringnätverk som vanligen använder optiska fibrer av plast. MOST följer den internationella OSI-modellen med 7 lager.

## Topologi
MOST är ett enkelriktat ringnätverk. Det betyder att en kabel går från en nod till nästa nod och så vidare tills man är åter i ursprungsnoden. Varje nod har således en ingång och en utgång och varje nod skickar signalen vidare till nästa nod.
Rent fysiskt kan nätet vara en ring men kan även vara ett virtuellt stjärnnät med dubbelkablar ut från ett nav av hopkopplingar.
Max antal noder i ringen är 64. I kritiska tillämpningar kan man ha redundans med dubbelringar men detta var 2011 ovanligt.
MOST tillåter "plug and play" vilket gör att noder dynamiskt kan kopplas in eller ut i ringen utan att omkonfigurering måste ske.

## Kapacitet
MOST är ett synkront nätverk där data skickas i en jämn synkroniserad ström vilket är viktigt vid överföring av ljud och bild - "strömmande data" där kapaciteten är given och köhantering ej behövs. En av noderna är styrande i nätet och sänder synkroniseringsdata som gör att alla noder får samtidiga klockor.
Kapaciteten är uppdelad i 60 kanaler. För till exempel en radiokanal kan man bestämma på vilken eller vilka kanaler den ska läggas samt vilka noder som är sändare resp. mottagare. En av kanalerna är reserverad för data som styr nätet.
MOST fanns 2011 i tre versioner:
- MOST 25 som har en bandbredd på c:a 23 megabits/sek. Det motsvarar upp till 15 stereokanaler med CD-kvalitet eller 15 videokanaler i MPEG 1-format. Varje kanal får 4 bytes av varje datablock (frame) om 512 bits.
- MOST 50 dubblerar bandbredden så att varje block har 1024 bits.
- MOST 150 är nästan 6 gånger snabbare än MOST 25 och tillåter datablock om 3072 bits. MOST 150 erbjuder även en asynkron kanal som kan användas för till exempel Ethernet. Således en styrkanal, kanaler för "strömmande" data och för "paketerade" data. Introducerades 2007.

## Fysiskt lager
MOST använder optisk fiber, men MOST 50 och 150 tillåter även par-tvinnad elektrisk kabel.
Den optiska fibern är av "POF"-typ (Plastic Optical Fibre). Denna fiber har en kärna med c:a 1 mm diameter. Det är i kärnan som ljuset reflekteras under sin väg. Plastfibern tillåter inte samma längder som glasfiber, men klarar gott de längder som finns i ett fordon.
Varje nod eller styrenhet har ett dubbeluttag med ingående resp. utgående fiber och fibrerna ingår i fordonets normala kabelmattor. I kopplingsscheman anges ofta en liten ring med en pil som symbol för fibern och riktningen i ringen.
Ljuset i fibern skapas av lysdioder i det röda frekvensområdet och läses av fotoceller. Varje nod transmitterar ljuset vidare till nästa nod i ringen.
Fördelen med optisk fiber är okänslighet mot störningsfält och hög hastighet. Fördelen med plastfiber jämfört med fiber av glas är:
- Lägre pris
- Enkla och billiga kontakt-don som är lätta att ansluta och skarva.

Jämfört med skärmad tvinnad par-kabel gäller även:
- Lägre pris
- Lägre vikt

## Historik
MOST tillkom genom att ett antal biltillverkare och underleverantörer 1998 bildade The MOST Corporation, ett bolag med målet att definiera en standard och underhålla ett protokoll för multimediakommunikation i bilar. Resultatet blev en etablerad standard för bilindustrin och kontinuerlig anpassning till nya media och tillämpningar.
MOST Corporation hade 2011 som medlemmar till exempel Daimler, BMW, AUDI SMSC och Harman. Dessutom finns som associerade medlemmar  många andra biltillverkare, "system integrators", bl.a. svenska Volvo samt en hel mängd underleverantörer "suppliers" som Bang Olufsen, Clarion, Denso och Bosch.

## Tillämpningar
Exempel på styrenheter som kan bilda noder i MOST-ringen är:
- Analog radiomottagare (vanlig bilradio)
- Digitalradiomottagare (DAB-radio)
- TV-mottagare (att använda när bilen står stilla)
- CD-spelare, CD-växlare och DVD-spelare
- Förstärkare som driver högtalare
- Bildskärm på instrumentbrädan och skärmar/DVD-spelare för baksätespassagerare
- Knappsatser eller styrdon för navigering på bildskärmen.
- Styrsystem för inställningar av bilens elektroniska funktioner
- Mikrofon med omvandlare från analog till digital signal
- Aktiva högtalare med omvandlare från digital till analog signal
- Mobiltelefon installerad i fordonet
- Bluetooth-kommunikation med till exempel en mobiltelefon som någon i bilen har i sin ficka eller väska
- AUX-anslutning för till exempel MP3-spelare
- USB-anslutning för till exempel mediaspelare eller USB-minnen med musikfiler
- GPS-navigator
- Videokameror framför, bakom eller på sidan om fordonet för att hjälpa föraren med uppsikt
- Internetuppkopplig som möjliggör filöverföring, kontakt med sociala medier, mejl och nätsurfning.

Flera tillämpningar väntas i framtiden. I många fordon var dock 2011 fortfarande vissa komponenter som mikrofon och högtalare anslutna med vanliga elkablar.